# Sinus Roris

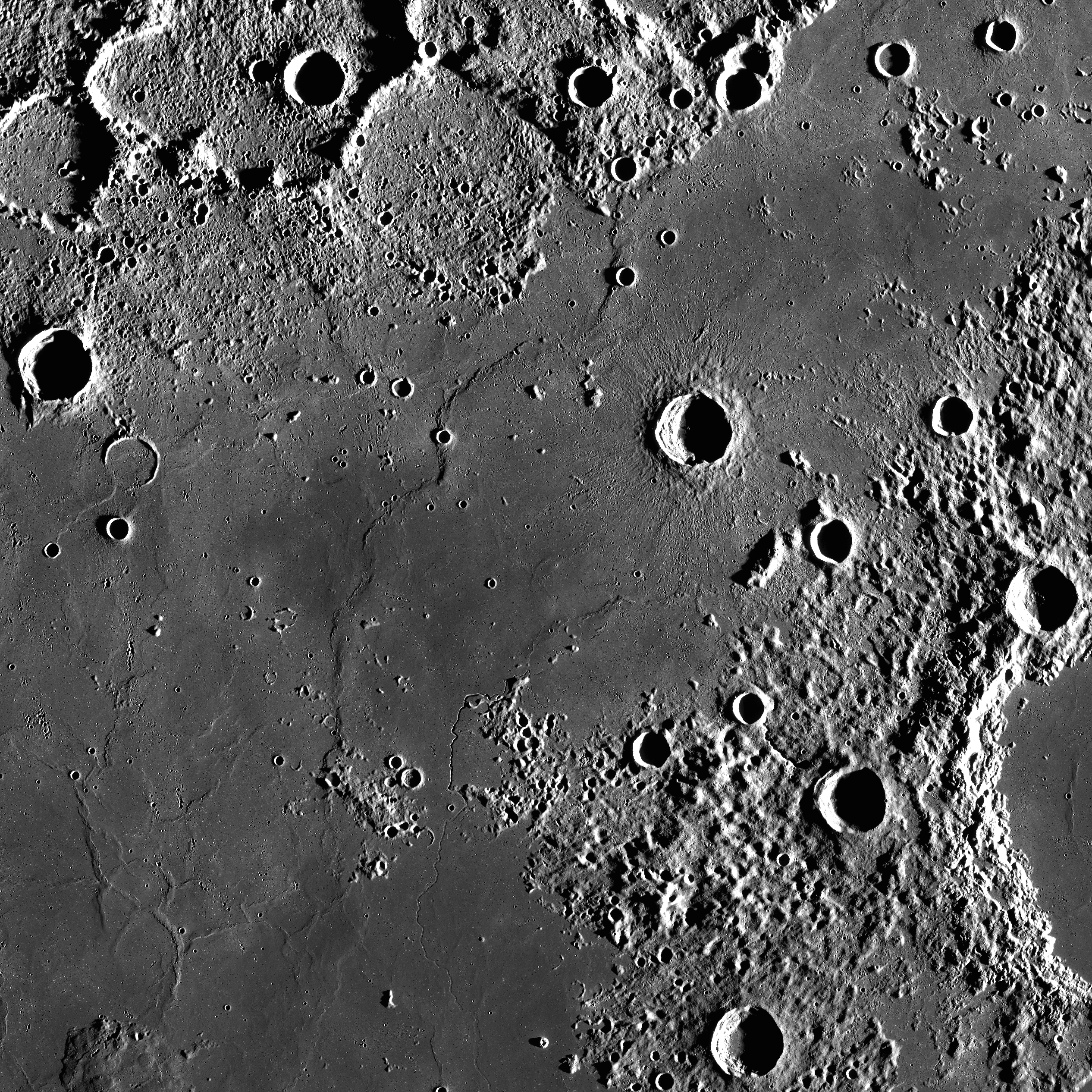
Imagen LRO

El Sinus Roris (en latín, "Bahía del Rocío") es una extensión del borde norte del Oceanus Procellarum, un extenso mar lunar. Las coordenadas selenográficas del centro de esta bahía establecidas por la UAI son 54.0° Norte, 56.6° Oeste, y su diámetro envolvente es de 202 km.
Sus fronteras no son fácilmente distinguibles. La bahía propiamente dicha está enmarcada en su borde occidental por los cráteres Markov y Oenopides, y al norte por Babbage y South. En el borde oriental está unido al Mare Frigoris.

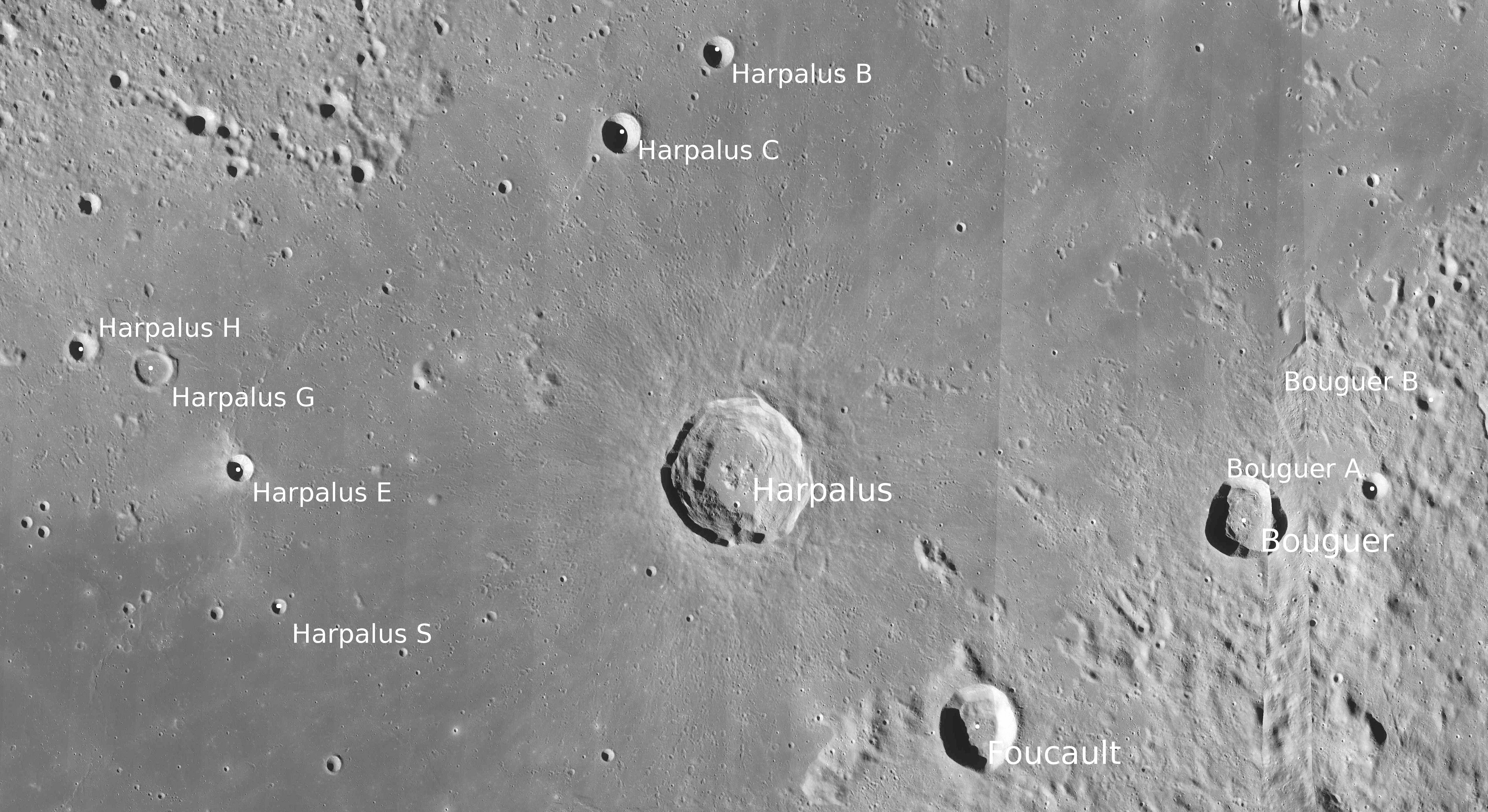
Cráter Harpalus en el sector nororiental del Sinus Roris

Muchos selenógrafos han interpretado libremente las dimensiones del Sinus Roris. Los mapas lunares a menudo indican una región mucho más grande para esta bahía que las dimensiones oficiales. Sus límites pueden variar desde más allá de los cráteres Gerard y Repsold al oeste, Harpalus al este, y tan lejos al sur como los 44° de latitud Norte, acercándose al Mons Rümker.
El área donde las coordenadas oficiales colocan esta bahía tiene un albedo generalmente más alto que el mar situado al sur, probablemente debido a depósitos de materiales eyectados por impactos localizados al norte.
Conceptos pioneros planteados por Wernher von Braun de un aterrizaje en la Luna contemplaban el establecimiento de una base lunar permanente en la región del Sinus Roris. Estas ideas de base, después muy modificadas, llevaron al desarrollo del Programa Apolo.
La novela de Arthur C. Clarke "Naufragio en el mar selenita" está ambientada en un lugar ficticio denominado el "Mar de la Sed", localizado dentro del Sinus Roris.

## Denominación
El nombre de la bahía fue adoptado por la Unión Astronómica Internacional en 1935.